# گنادی تیمچنکو
گنادی نیکلایویچ تیمچنکو (به روسی: Геннадий Николаевич Тимченко) (زاده ۹ نوامبر ۱۹۵۲) کارآفرین، بازرگان و مدیر اجرایی روس است، که بنیانگذار و مالک اصلی شرکت گانوور می‌باشد. وی همچنین از سهامداران اصلی شرکت نفتی نوواتک محسوب می‌شود.